# 埼玉県立杉戸高等学校
埼玉県立杉戸高等学校（さいたまけんりつすぎとこうとうがっこう）は、埼玉県北葛飾郡杉戸町清地一丁目にある公立高等学校である。

## 概要
1年次は全員共通科目を学び、2年次から文系・理系に分かれる。生徒数は、男子約6割・女子約4割で男子生徒が多い状況が続いていたが、2025年度から新制服となる影響で、女子生徒の割合が5割程度まで増えている。 
校舎があるグラウンドは狭いため、国道4号を挟んだ向かい側にテニスコートがある。また、第二グラウンド（野球グラウンド）は「北葛飾郡杉戸町杉戸3092」に隣接した場所にあり、学校からは離れている。

## 設置課程
- 全日制
  - 普通科

## 沿革
- 1977年（昭和52年） - 開校（埼玉県立杉戸農業高等学校の移転した跡地を利用）
- 1978年（昭和53年） - 開校記念式典挙行。この日（5月25日）を開校記念日と制定
- 1978年（昭和53年） - 普通教室棟（図書室、会議室、職員室、生活指導室、下足室二室、クラスルーム9室）、浄化槽棟竣工及び受水棟竣工
- 1978年（昭和53年） - 文部大臣（当時）より、昭和53年度研究開発学校に指定
- 1979年（昭和54年） - 管理・普通教室棟（保健室、美術室、視聴覚室、事務室、校長室、応接室、放送室、印刷室、進路指導室、調理室、作法室、家庭科室、被服室、音楽室、クラスルーム15室）、体育館竣工
- 1979年（昭和54年） - 特別教室棟（生物室、化学室、物理室、地学室、書道室、社会科室、特別講義室2室、資料室４室）、格技室（柔道場、剣道場）改築竣工
- 1980年（昭和55年） - 自転車置き場3棟竣工
- 1981年（昭和56年） - 記念館解体工事実施
- 1983年（昭和58年） - 創立5周年、生徒会館落成記念式典挙行
- 1986年（昭和61年） - 創立10周年、部室棟落成記念式典挙行
- 1999年（平成11年） - 格技場、トイレ・シャワー竣工
- 2006年（平成18年） - 管理・教室棟（クラスルーム24室）、特別棟（講義室2室）冷房設置
- 2006年（平成18年） - 創立30周年、同記念式典挙行
- 2025年（令和7年）-新制服導入
- 2026年（令和8年）- 創立50周年、同記念式典挙行予定

## クラブ
将棋部が全国大会優勝。ダンス部は全国大会出場常連。空手道部や陸上競技部も県大会上位から関東大会出場が続いている。
運動部
- 陸上競技部
- 野球部
- サッカー部
- 卓球部（男・女）
- ソフトテニス部（男）
- バドミントン部（男・女）
- バレーボール部（男・女）
- バスケットボール部（男・女）
- 硬式テニス部（男・女）
- 剣道部
- 空手道部
- ダンス部

文化部
- 吹奏楽部
- 将棋部
- 写真部
- 華道部
- 美術部
- 軽音楽部
- 英語部
- 茶道部
- 文芸部
- 理科部
- 書道部
- 家庭部
- 漫画研究部
- 演劇同好会

## 交通
- 東武鉄道 東武伊勢崎線・日光線 東武動物公園駅東口より徒歩８分。